# Letea Veche
Letea Veche è un comune della Romania di 5 657 abitanti, ubicato nel distretto di Bacău, nella regione storica della Moldavia.
Il comune è formato dall'unione di 5 villaggi: Letea Veche, Holt, Radomirești, Ruși Ciutea, Siretu.